# Salisbury (distrikt)
Salisbury var ett distrikt i Wiltshire enhetskommun i Wiltshire grevskap, England. Distriktet har 114 613 invånare (2001).

## Civil parishes
- Alderbury, Allington, Alvediston, Amesbury, Ansty, Barford St. Martin, Berwick St. James, Berwick St. John, Berwick St. Leonard, Bishopstone, Bower Chalke, Britford, Broad Chalke, Bulford, Burcombe Without, Chicklade, Chilmark, Cholderton, Clarendon Park, Compton Chamberlayne, Coombe Bissett, Dinton, Donhead St. Andrew, Donhead St. Mary, Downton, Durnford, Durrington, East Knoyle, Ebbesborne Wake, Figheldean, Firsdown, Fonthill Bishop, Fonthill Gifford, Fovant, Great Wishford, Grimstead, Hindon, Idmiston, Kilmington, Landford, Laverstock, Maiden Bradley with Yarnfield, Mere, Milston, Netherhampton, Newton Tony, Odstock, Orcheston, Pitton and Farley, Quidhampton, Redlynch, Sedgehill and Semley, Shrewton, South Newton, Stapleford, Steeple Langford, Stourton with Gasper, Stratford Toney, Sutton Mandeville, Swallowcliffe, Teffont, Tilshead, Tisbury, Tollard Royal, West Dean, West Knoyle, West Tisbury, Whiteparish, Wilsford cum Lake, Wilton, Winterbourne, Winterbourne Stoke, Winterslow, Woodford, Wylye och Zeals.[2]